# São Manços e São Vicente do Pigeiro
São Manços e São Vicente do Pigeiro (oficialmente: União das Freguesias de São Manços e São Vicente do Pigeiro) é uma freguesia portuguesa do município de Évora, com 193,23 km² de área e 1080 habitantes (censo de 2021). A sua densidade populacional é 5,6 hab./km².
É composta de dois núcleos principais: São Manços e a aldeia de Vendinha. A população, na sua larga maioria, encontra trabalho na cidade de Évora.

## História
Foi constituída em 2013, no âmbito de uma reforma administrativa nacional, pela agregação das antigas freguesias de São Manços e São Vicente do Pigeiro e tem a sede em São Manços.

## Demografia
A população registada nos censos foi:
| Distribuição da População por Grupos Etários | Distribuição da População por Grupos Etários | Distribuição da População por Grupos Etários | Distribuição da População por Grupos Etários | Distribuição da População por Grupos Etários | Distribuição da População por Grupos Etários |
| -------------------------------------------- | -------------------------------------------- | -------------------------------------------- | -------------------------------------------- | -------------------------------------------- | -------------------------------------------- |
| Antes da agregação                           |                                              |                                              |                                              |                                              |                                              |
| Ano                                          | 0-14 anos                                    | 15-24 anos                                   | 25-64 anos                                   | >= 65 anos                                   | Total                                        |
| 2001                                         | 195                                          | 160                                          | 726                                          | 371                                          | 1452                                         |
| 2011                                         | 158                                          | 129                                          | 679                                          | 336                                          | 1302                                         |
| Após a agregação                             |                                              |                                              |                                              |                                              |                                              |
| Ano                                          | 0-14 anos                                    | 15-24 anos                                   | 25-64 anos                                   | >= 65 anos                                   | Total                                        |
| 2021                                         | 113                                          | 97                                           | 533                                          | 337                                          | 1080                                         |